# Macrodorcas groulti
Macrodorcas groulti is een keversoort uit de familie vliegende herten (Lucanidae). De wetenschappelijke naam van de soort is voor het eerst geldig gepubliceerd in 1894 door Planet.